# Ottweiler
Ottweiler (pronunciación en alemán: /ˈɔtˌvaɪ̯lɐ/ⓘ) es un municipio situado en el distrito de Neunkirchen, en el estado federado de Sarre (Alemania), con una población a finales de 2016 de unos 14 571 habitantes.
Se encuentra ubicado en el centro del estado, cerca de la frontera con el estado de Renania-Palatinado. 

## Historia
Población de Nassau-Saarbrücken, entre 1797-1802 fue anexionada a la República Cisrenana, a su desaparición fue incluida en Francia, que la mantuvo hasta la toma prusiana el 10 de enero de 1814.